# Thermoablation
Als Thermoablation bezeichnet man medizinische Behandlungsmethoden, bei denen Gewebe durch Hitze zerstört wird. Sie werden gegen verschiedene gut- und bösartige Tumoren angewendet, z. B. gegen Lebermetastasen oder als Thermoablation gutartiger Schilddrüsenknoten. Sie sind eine Alternative zur Operation.

## Thermoablative Verfahren
Die Wärme kann über unterschiedliche Verfahren appliziert werden. Gemeinsam ist ihnen die örtliche Erhitzung des Zielgewebes auf über 60° Celsius. Dabei muss beachtet werden, dass die Wärme durch den Blutkreislauf und örtliche Diffusion abtransportiert wird, und eventuell auch benachbarte Strukturen erreichen kann. Mit Ausnahme der Ultraschallbehandlung (HIFU) benötigen alle Verfahren eine Sonde im Zielgewebe.
- Mikrowellenablation (MWA)
- Radiofrequenzablation (RFA)
- Hochintensiver fokussierter Ultraschall (HIFU)
- Laserablation (LITT)